# Acerastes peruvianus
Acerastes peruvianus är en stekelart som först beskrevs av Szepligeti 1916.  Acerastes peruvianus ingår i släktet Acerastes och familjen brokparasitsteklar. Inga underarter finns listade i Catalogue of Life.